# Аміньєвська (платформа)
Аміньєвська (рос. Аминьевская) — пасажирський залізничний зупинний пункт Київського напрямку Московської залізниці та маршруту  МЦД-4, розташований на межі районів Раменки та Очаково-Матвіївське у Москві, Росія на дистанції Матвіївське — Очаково I. 
Зупинний пункт відкритий 7 грудня 2021 року.
З 27 грудня 2021 року на платформі Аміньєвська призначена зупинка аероекспресу до аеропорту Внуково (час в дорозі до аеропорту складає 25 хвилин).

## Пересадки
- станція   «Аміньєвська»
- Автобуси: 11, с17, 42, 198, 205, 219, 325, 329, 459, 688, 807